# Andrew Toney
Andrew Toney (ur. 23 listopada 1957 w Birmingham) – amerykański koszykarz, obrońca, mistrz NBA, uczestnik spotkań gwiazd.
Jego syn Channing Toney zaliczył epizod w klubie Asseco Prokom Gdynia.

## Osiągnięcia
NCAA
- Mistrz sezonu regularnego konferencji Southland (1977)
- 2-krotny zawodnik roku konferencji Southland (1978, 1980)[4]
- Wybrany do:
  - Galerii Sław Sportu uczelni Luizjana (1992)[5]
  - składu dekady konferencji Southland[6]
  - III składu stulecia All-Louisiana College (1999)[7]

NBA
- Mistrz NBA (1983)[1]
- Wicemistrz NBA (1982)[1]
- 2-krotny uczestnik meczu gwiazd NBA (1983-1984)[2]
- Wybrany do Philadelphia Sports Hall of Fame (2013)[8]
- Współlider play-off w liczbie celnych rzutów za 3 punkty (1982)[9]
- Zawodnik tygodnia NBA (20.03.1983)[10]

Reprezentacja
- Mistrz uniwersjady (1979)[11]
- Uczestnik Spartakiady (1979 – 5. miejsce)[12]